# Beatrice Van
Beatrice Van (nacida como Beatrice Abbott; 8 de agosto de 1890-4 de julio de 1983) fue una actriz estadounidense que trabajó en películas mudas. También trabajó como guionista en películas mudas y sonoras.

## Biografía
Beatrice nació en Omaha, Nebraska siendo hija de Joseph y Beatrice Abbott; tenía una hermana mayor, Genevieve. Creció en Nebraska y Oklahoma, donde fue educada en un convento. El primer matrimonio de Beatrice fue con Cornelius Vander-Pluym; quienes tuvieron un hijo juntos, llamado Kreigh Vander-Pluym, en 1912. La pareja finalmente se divorció en 1915.
Fue protagonista femenina en Universal durante un tiempo en la década de 1910 y luego trabajó como guionista para FBO. Beatrice se casó con el escritor y actor James Gruen en 1927, y más tarde, con un ciudadano australiano, llamado Charles Collman.

## Filmografía

### Actriz
- The Saint and the Singer (1914)
- One of the Finest (1914)
- Such a Villain (1914)
- The Hills of Silence (1914)
- The Awakening (1914/I)
- Lost by a Hair (1914)
- The Barnstormers (1914)
- This Is the Life (1914/III)
- Helping Mother (1914)
- Her Bounty (1914) como Bessie Clay
- Her Life's Story (1914) como la esposa
- The Senator's Lady (1914)
- The Vagabond (1914)
- Traffic in Babies (1914)
- Lights and Shadows (1914)
- The Heart of a Magdalene (1914)
- The Magic Mirror (1915)
- Changed Lives (1915)
- The Black Box (1915) as Ashleigh's daughter
- The Nightmare of a Movie Fan (1915)
- The Soul of the Vase (1915) as Wife
- A Woman Scorned (1915)
- Detective Blinn (1915)
- The Great Ruby Mystery (1915)
- The Mighty Hold (1915)
- The Girl from His Town (1915) como Duquesa de rompeolas
- Love and Labor (1915)
- What's in a Name? (1915)
- Uncle Heck, by Heck! (1915)
- A Bully Affair (1915/I)
- When His Dough Was Cake (1915)
- A Friend in Need (1915)
- Mixed Males (1915)
- The End of the Road (1915)
- Almost a Widow (1915)
- The Wraith of Haddon Towers (1916)
- The Hills of Glory (1916)
- The First Quarrel (1916)
- Inherited Passions (1916)
- The Pearl of Paradise (1916) como Denise, su prometida
- Told at Twilight (1917) como la madre
- Hands Up! (1917) como Elinor Craig
- Who Was the Other Man? (1917) como Wanda Bartell
- Flirting with Death (1917)
- A Devil with the Wimmin (1917)
- My Unmarried Wife (1918)
- Painted Lips (1918) como Mrs. Silver
- There Goes the Bride (1918)
- Good Night, Paul (1918) como Rose Hartley
- The Tiger Lily (1919) como Dorothy Van Rensselaer
- The Dangerous Talent (1920) como Mildred Shedd

### Escritora
- A Small Town Girl (1915) (escenario)
- Miss Jackie of the Army (1917) (historia)
- Molly Go Get 'Em (1918) (escenario)
- Jilted Janet (1918) (historia)
- Ann's Finish (1918) (historia)
- Penny of Top Hill Trail (1921)
- Eden and Return (1921)
- Boy Crazy (1922) (historia)
- The Understudy (1922)
- Their First Vacation (1922) (escenario)
- Crashin' Thru (1923) (adaptación)
- The Fast Worker (1924)
- Any Woman (1925)
- California Straight Ahead (1925)
- A Knight Before Christmas (1926) (escenario)
- A Trip to Chinatown (1926)
- Along Came Auntie (1926)
- Raggedy Rose (1926)
- Blisters Under the Skin (1927) (escenario)
- Beware of Widows (1927)
- Silk Stockings (1927)
- The Irresistible Lover (1927)
- Companionate Marriage (1928)
- Thanks for the Buggy Ride (1928)
- Finders Keepers (1928)
- Good Morning, Judge (1928)
- Sinner's Parade (1928) (también adaptación)
- Modern Love (1929) (también historia)
- No, No, Nanette (1930) (diálogo)
- Take the Heir (1930)
- He Loved Her Not (1931)
- Take 'em and Shake 'em (1931)
- Easy to Get (1931)
- Only Men Wanted (1932)
- Gigolettes (1932)
- Night of Terror (1933)